# Toshio Iwatani
Toshio Iwatani (jap. 岩谷 俊夫, Iwatani Toshio; * 24. Oktober 1925 in Kobe; † 1. März 1970) war ein japanischer Fußballspieler.

## Nationalmannschaft
1951 debütierte Iwatani für die japanische Fußballnationalmannschaft. Iwatani bestritt acht Länderspiele und erzielte dabei vier Tore. Mit der japanischen Nationalmannschaft qualifizierte er sich für die Asienspiele 1951 und 1954.